# Saymon Barbosa Santos
Saymon Barbosa Santos (Campo Grande, 8 september 1993), spelersnaam Saymon, is een Braziliaans beachvolleyballer.

## Carrière
Saymon deed in 2013 met Fabio Bastos mee aan de wereldkampioenschappen onder de 21 in Umag en het jaar daarop met Marcus Carvalhaes aan de WK onder 23 in Mysłowice. Hij eindigde daarbij respectievelijk op de negende en vijfde plaats. In 2015 debuteerde hij aan de zijde van Márcio Araújo in de FIVB World Tour. Het tweetal speelde zes toernooien op het mondiaal niveau samen, waarna Saymon een team vormde met Guto Carvalhaes. Saymon en Guto namen dat jaar nog deel aan drie FIVB-toernooien en behaalden een derde plaats in Rio de Janeiro. Het jaar daarop was het duo actief in het Braziliaanse, het Zuid-Amerikaanse en het mondiale beachvolleybalcircuit. In de World Tour speelden ze elf wedstrijden. Daarbij wonnen ze in Cincinnati, eindigden ze als tweede in Klagenfurt en werden ze derde in Maceió en Olsztyn.
Na afloop van het FIVB-seizoen wisselde Saymon van partner naar Álvaro Morais Filho met wie hij verschillende podiumplaatsen in de nationale competitie behaalde. In februari 2017 wonnen ze het toernooi van Fort Lauderdale. Bij de zes overige reguliere toernooien in de World Tour dat seizoen was een derde plaats in Gstaad de beste klassering. Saymon en Filho hadden zich als eerste geplaatst voor de WK in Wenen; ze werden in de zestiende finale uitgeschakeld door het Nederlandse duo Christiaan Varenhorst en Maarten van Garderen. Het tweetal sloot het jaar af met een negende plaats bij de World Tour Finals in Hamburg. In 2018 deden ze mee aan zes toernooien in de World Tour met een vijfde plaats in Doha als beste resultaat. Gedurende het seizoen 2018/19 vormde Saymon opnieuw een duo met Guto. De twee kwamen in elf wedstrijden in het internationale circuit tot een derde (Yangzhou), een vierde (Moskou) en een vijfde plaats (Gstaad). In november 2019 speelde hij met Arthur Mariano Lanci een toernooi in Chetumal en in 2021 behaalde hij met Oscar Brandão twee negende plaatsen in Praag en Itapema. Sinds 2022 vormt Saymon een duo met Bruno Oscar Schmidt.

## Palmares
FIVB World Tour
- 2015:  Rio de Janeiro Open
- 2016:  Maceio Open
- 2016:  Cincinnati Open
- 2016:  Grand Slam Olsztyn
- 2016:  Klagenfurt Major
- 2017:  5* Fort Lauderdale
- 2017:  5* Gstaad
- 2018:  4* Yangzhou